# Paulo Gaio Lima
Paulo Gaio Lima (* 9. März 1961 in Porto; † 17. Mai 2021 in Lissabon) war ein portugiesischer Cellist und Musikpädagoge.

## Leben
Gaio Lima studierte am Konservatorium von Porto bei Madalena Sá e Costa und darauf sieben Jahre mit Stipendien der Gulbenkian-Stiftung und des portugiesischen Kulturministeriums am Pariser Konservatorium bei Maurice Gendron. Er nahm regelmäßig an Musikfestivals in Portugal und im Ausland teil und trat als Gast mit zahlreichen Orchestern in Europa, aber auch in Brasilien und China auf.
Sein besonderes Interesse galt der zeitgenössischen Musik. Er spielte die Uraufführungen von Werken Pascal Dusapins und Philippe Hersants und arbeitete mit Gruppen für neue Musik wie Alternance, L'Itinéraire, Poikilon, Divertimento di Milano, 2E2M und Cândido Limas Grupo Música Nova zusammen. Besondere Aufmerksamkeit fanden seine Aufnahmen von António Pinho Vargas’ Monodia - Quasi um Requiem mit dem Quarteto de Cordas Olisipo und Poetica dell'Estinzione secondo Mikhail Sergueievitch mit einem von Álvaro Salazar geleiteten Kammerensemble.
1987 wurde Gaio Lima von der Rheinischen Philharmonie als Solocellist eingeladen. Von 1992 bis 2000 war er Solocellist des Orquestra Metropolitana de Lisboa. Mit Aníbal Lima und António Rosado gründete er 2006 das Artis Trio, mit dem er in Dänemark, Frankreich, Portugal und Italien auftrat. Sein Repertoire umfasste die Celloliteratur von der Zeit des Barock bis zur Gegenwart. Unter anderem nahm er bei den Labels EMI und RCA Records Cellokonzerte von Luigi Boccherini, das Doppelkonzert für Violine und Cello von Johannes Brahms (mit Gerardo Ribeiro), das Triplekonzert von Ludwig van Beethoven (mit Ribeiro und Pedro Burmester) und Kammermusik von Cláudio Carneyro und Joly Braga Santos auf. Neben seiner Lehrtätigkeit an der Academia Nacional Superior de Orquestra unterrichtete Gaio Lima an der Universität Évora und der Universität Minho und gab Meisterklassen in ganz Portugal, in Spanien, Frankreich, Brasilien, Österreich und den USA.
Am 17. Mai 2021 starb Gaio Lima in Lissabon. Er wurde am 19. Mai 2021 auf dem dortigen Friedhof Cemitério dos Olivais beigesetzt.